# Arnould van Sprolant
Arnould van Sprolant of de Sprolant  (kasteel van Sassenbroek, 1486 – Luik, 1539) was een Zuid-Nederlandse edelman, geleerde en geestelijke.

## Familiale achtergrond
Jonkheer Arnould van Sprolant werd geboren in het kasteel van de Loonse heerlijkheid Sassenbroek, die in het bezit van zijn familie was sinds 1282. De Vrijheren van Sprolant behoren tot de oeradel van het Heilige Roomse Rijk en zijn een zijtak het Huis van Ooy bij Nijmegen.  Zijn voorvader, Guillaume van Sprolant (XIIIe eeuw) verliet de vaderlijke burcht van Spralant bij Venray en stelde zich in dienst van de Prins-Bisschop van Luik. Na zijn huwelijk met de erfdochter van het edel geslacht van Sassenbrouck (Hemricourt, Miroir des Nobles de Hesbaye) werd hij vervolgens heer van Sassenbrouck en burggraaf van Loon.  
De vader van Arnold, Jonkheer Thierry van Sprolant, vestigde zich te Tongeren waar hij achtereenvolgens schepen en burgemeester was.  
In deze stad zou de jongere tak van de familie genaamd de Sprolant de Tongres gedurende meerdere eeuwen een voorname plaats innemen binnen het patriciaat en vaak de ambten van burgemeester, schout en schepen waarnemen. De oudste tak van het geslacht bewoonde het kasteel van Sassenbroek maar koos uiteindelijk haar comfortabele huis binnen de veilige muren van Sint-Truiden als hoofdresidentie (XVe eeuw).  Deze tak oudere tak heeft eveneens een voorname rol gespeeld in Sint-Truiden en het Prinsbisdom Luik.

## Studies
Op jeugdige leeftijd werd hij voorbestemd voor een carrière als geestelijk met als doel de familiale belangen aan het prinselijk hof van Luik te behartigen. Tijdens zijn studies kwamen zijn grote intellectuele capaciteiten aan het licht en kreeg hij de kans om zich te verdiepen in de geneeskunde aan diverse universiteiten in het buitenland. 

## Carrière
Nadat hij op 20 juli 1523 lid was geworden van het kapittel van de Onze-Lieve-Vrouwekerk in Tongeren werd hij gekozen tot kanunnik van het machtige kapittel van Sint-Lambertus te Luik. Hij wist op korte tijd een invloedrijke positie binnen het kapittel in te nemen en diverse belangrijke functies te bemachtigen zoals, bijvoorbeeld, Tréfoncier du Chapittre de Saint-Lambert. Hoewel zijn tijdgenoten hem Noble Arnould noemden, was hij in de wetenschappelijke wereld vooral gekend als venerabili domini et magistro wegens zijn grote gave op het vlak geneeskunde.  Hij bleef lid van het kapittel tot aan zijn dood in 1539, waarna zijn plaats werd ingenomen door zijn neef Thierry van Sprolant, ook gekend onder de gelatiniseerde naam Theodericus Sprolants. 